# Alejandro Catena Marugán
Alejandro Catena Marugán (nascut el 28 d'octubre de 1994) és un futbolista professional espanyol que jugacom a defensa central pel CA Osasuna.

## Carrera de club
Catena va néixer a Móstoles, Madrid, i va representar com a juvenil el CD Móstoles URJC. Va debutar amb el primer equip durant la temporada 2012-13, aconseguint l'ascens a Tercera Divisió.
El 28 de juliol de 2016, Catena va fitxar pel CDA Navalcarnero de Segona Divisió B. El 28 de juny següent, es va traslladar al Marbella FC, de la mateixa categoria.
El 25 de juny de 2018, Catena va acordar un contracte de tres anys amb el CF Reus Deportiu a Segona Divisió. Va fer el seu debut com a professional el 19 d'agost, començant com a titular en una derrota per 0-2 fora de casa contra la UD Las Palmas.
Catena va marcar el seu primer gol com a professional el 21 d'octubre de 2018, marcant l'empat en una derrota a casa per 2-1 del CF Rayo Majadahonda. El gener següent va rescindir el seu contracte amb els catalans per la mala situació econòmica del club.
El 31 de gener de 2019, com a agent lliure, Catena va signar un contracte de 18 mesos amb el Rayo Vallecano de la primera divisió.